# Magánegyetem
A magánegyetem olyan egyetem, amely nem tartozik az állami befolyás alá. Sok magánegyetem van Japánban, az USA-ban, a Fülöp-szigeteken, Bangladesben és sok más országban. A magánegyetemeken a tandíj általában sokkal magasabb, mint az állami egyetemeken, amelyek lehetnek ingyenesek is.

## Magánegyetemek (nem állami egyetemek) Magyarországon
- Közép-európai Egyetem – Central European University – CEU http://www.ceu.hu/
- McDaniel College Budapest – McDaniel College Budapest – http://mcdaniel.hu
- Milton Friedman Egyetem – https://uni-milton.hu

## USA
Az Egyesült Államokban a legtöbb magánegyetem elfogad valamilyen szintű állami támogatást a diákoknak adott különböző ösztöndíjakon keresztül. Kevés olyan van, ami semmilyen állami támogatásban nem részesül. Miután a magánegyetemek nem tartoznak az állami közigazgatásba, így rájuk nem vonatkoznak bizonyos korlátozások, amik az állami egyetemeket gátolják bizonyos tevékenységek folytatásában. Például a vallásos iskolák kifejezésre juttathatják hitrendszerüket. Ezek vallásképzéssel is foglalkoznak, amivel állami egyetemek nem foglalkozhatnak. 
A magánegyetemekenek szabadabb kezük volt, hogy vallás, faj vagy nem szerint diszkrimináljanak. Például a Dél-Kaliforniában lévő Bob Jones egyetem 1971-ig nem vett fel néger diákokat és 2000-ig nem engedélyezték a más bőrszínűek közti kapcsolatot vagy házasságot azon véleményük alapján, hogy ezt tiltja a Biblia.